# Loxa viridis
Loxa viridis – gatunek pluskwiaka z rodziny tarczówkowatych.